# Barney McKenna
Bernard Noel McKenna (Donnycarney, 16 dicembre 1939 – Dublino, 5 aprile 2012) è stato un musicista irlandese, suonatore di banjo tenore, mandolino e organetto, cofondatore del gruppo musicale The Dubliners, conosciuto soprattutto come banjista e "padre fondatore" della tradizione del banjo tenore irlandese.

## Biografia
Nato a Donnycarney, contea di Dublino, McKenna cominciò a suonare il banjo tenore sin da tenera età, nonostante lo strumento da lui inizialmente scelto fosse il mandolino. Fu cofondatore del gruppo The Dubliners assieme a Ronnie Drew e John Sheahan e per breve tempo nei neonati Chieftains. Al tempo della sua morte, era rimasto assieme a John Sheahan l'unico membro rimasto in vita dei Dubliners originali.
Barney McKenna è considerato il "padrino" del banjo tenore irlandese, strumento già utilizzato nella tradizione musicale locale sin dagli anni venti: tuttavia l'enorme successo dei Dubliners e l'encomiabile virtuosismo di McKenna resero presto lo strumento, a partire dagli anni sessanta, imprescindibile nella musica tradizionale irlandese. Dapprima accordato in do-sol-re-la, come voleva la prassi del jazz, genere musicale da cui chiaramente ha origine il banjo, McKenna fu il responsabile nel rendere il banjo tenore irlandese accordato in sol-re-la-mi, esattamente come il violino o il mandolino, ma un'ottava sotto. La sua scelta d'intonazione divenne presto uno standard assoluto.
McKenna, dotato di personalità serafica ma bizzarra, era noto per la sua goliardia e spensieratezza, rendendolo un beniamino per i fan dei Dubliners. I suoi assoli erano seguiti dagli applausi più calorosi e scroscianti dei concerti dei Dubliners, nonché preceduti da aneddoti e storielle al riguardo, raccontate da lui stesso con grande effetto comico.
Oltre alla sua attività coi Dubliners, fu spesso in collaborazione con l'amico Tony MacMahon, organettista virtuoso; da questa collaborazione, la decisione di McKenna di imparare a suonare, sebbene non a livello esattamente professionale, lo strumento dell'amico.

### Morte
Barney McKenna morì, colpito da un infarto, nella sua abitazione a Dublino, nel 2012. La sua morte improvvisa mise in dubbio l'allestimento del tour per il cinquantesimo anniversario dei Dubliners, che tuttavia si tenne lo stesso.